# Montvalent
Montvalent é uma comuna francesa na região administrativa de Occitânia, no departamento de Lot. Estende-se por uma área de 27,61 km². Em 2010 a comuna tinha 300 habitantes (densidade: 10,9 hab./km²).